# 洪辅臣
洪辅臣（？—1905年）籍贯不详，清朝末年黑山县姜家屯一带的胡匪头目。

## 生平
洪辅臣是黑山县姜家屯一带的胡匪头目，手下有500人，帮伙有陈印堂（人称大谷瘪子）、其弟陈雨新（人称二谷瘪子）。张作霖首先投靠的董大虎团伙便属于洪辅臣大帮。后来，在1905年间，洪辅臣部发生内讧，陈雨新和张鸣九合谋杀死了洪辅臣。